# Eduardo Wilde
Eduardo Wilde (Tupiza, actual Bolívia, 1844 — Brussel·les, 1913) va ser un metge, periodista, escriptor i polític argentí. Va ocupar diversos ministeris a l'Argentina i diplomàtic a Portugal, Espanya i Bèlgica.
Va estudiar medicina a l'Uruguai on va relacionar-se entre d'altres amb Victorino de la Plaza, Olegario Víctor Andrade o Julio Argentino Roca i va participar en la Guerra del Paraguai com a cirurgià de l'exèrcit. Va pertànyer al Partit Autonomista Nacional i va ser elegit diputat en diverses ocasions abans de ser ministre plenipotenciari en diversos països europeus. Va morir a Brussel·les el 1813.
Forma part de l'anomenada Generació del 80.

## Obres
- Tiempo perdido (1878)
- Por mares y por tierras (1889)
- Prometeo y Cía (1899)
- Aguas abajo (1914)